# Eugène Le Roy

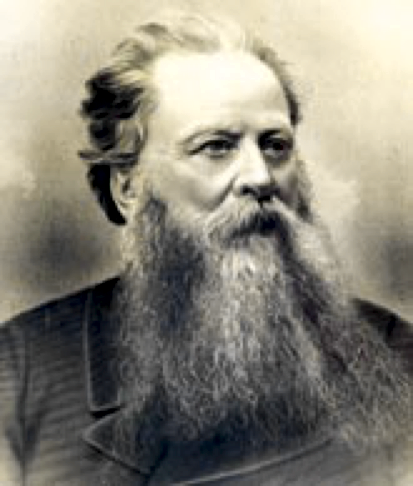
Eugène Le Roy

Eugène Le Roy (* 29. November 1836 in Hautefort; † 4. Mai 1907 in Montignac) war ein französischer Schriftsteller.

## Leben und Werk
Eugène Le Roy wuchs auf Schloss Hautefort im Périgord auf, wo seine Eltern im Dienste von Ange Hyacinthe Maxence de Damas standen. Er hatte Schulbildung, war kurzzeitig Handlungsgehilfe in Paris, dann Soldat in den Kriegen Napoleon III. und schließlich Steuerbeamter, zuletzt in Montignac.
Ab dem Alter von 54 Jahren veröffentlichte er Bauernromane (französisch: romans rustiques), deren erster, Le Moulin du Frau (1891), in der Manier Rousseaus die Idylle des einfachen Lebens preist. Im Gegensatz dazu warf sein zweiter Roman, Jacquou le Croquant (1899), einen pessimistischeren Blick auf das Landleben, dessen Ungerechtigkeiten den Helden in den Aufstand treiben. Weitere Erzählungen und Romane folgten: Nicelle et Milou (1901), Les gens d’Auberoque (1906), Mademoiselle de la Ralphie (1906) und L’ennemi de la mort (1912). Zwei davon wurden in der DDR ins Deutsche übersetzt. Jacquou le Croquant, Le Roys bekanntestes Werk, hatte einen fördernden Einfluss auf Émile Guillaumin. Breiteren Kreisen wurde es seit 1969 durch zwei Verfilmungen bekannt, zuletzt 2007 durch Laurent Boutonnat.
Eugène Le Roy war ab 1878 Freimaurer. Seine im Manuskript nachgelassene umfangreiche Kritik des Christentums wurde erst 2007 herausgegeben.
Der Literaturpreis Prix Eugène Le Roy ging unter anderem an Christian Signol und Claude Michelet.

## Werke (Auswahl)

### Romane (deutsch)
- Jakob der Rebell. Aufbau-Verlag, Berlin 1955. Verlag Neues Leben, Berlin 1977. (übersetzt von Albert Weimar)
- Mademoiselle de La Ralphie. Aufbau-Verlag 1957. Rowohlt, Reinbek bei Hamburg 1988. (übersetzt von Lilian Bättig)

### Religionskritik
- Études critiques sur le christianisme. La Lauze, Périgueux 2007. (Einführungen von Guy Penaud, Richard Bordes und Dr Jean Page)